# Tunelul Țipala
Tunelul Țipala a fost un tunel feroviar situat pe tronsonul Chișinău–Sagaidac al căii ferate interbelice Revaca-Căinari. Cu o lungime de 689 de metri, a fost proiectat  de Direcția Construcției Căilor Ferate de pe lângă Ministerul Comunicațiilor și a fost executat sub supravegherea acesteia în perioada 1924-1931, în preajma localității Țipala, județul interbelic Lăpușna, Regatul României (în prezent în raionul Ialoveni, Republica Moldova).
Conform unor afirmații nesprijinite de dovezi documentare precizate, tunelul ar fi fost proiectat în Marea Britanie și construit sub supravegherea inginerilor britanici.
A fost  distrus în 1944 la retragerea trupelor româno-germane.

## Legături externe
- Imagini ale tunelului de la Țipala; imagoromaniae.ro